# Římskokatolická farnost Vacenovice
Římskokatolická farnost Vacenovice je územní společenství římských katolíků s farním kostelem Božského Srdce Páně v děkanátu Kyjov. 

## Historie farnosti
Nejstarší písemná zmínka o Vacenovicích pochází z roku 1228. Kolem roku 1560 se ve Vacenovicích usadili habáni, po vydání císařského patentu v roce 1622 se museli ze země vystěhovat. Až do roku 1947 patřila obec do farnosti Milotice u Kyjova, poté se osamostatnila.
Kostel ve Vacenovicích byl vystavěn v letech 1927–1930. Vysvěcen byl 5. října 1930 a je zasvěcený Božskému Srdci Páně.

## Duchovní správci
V letech 1975 až 2009 zde jako farář působil František Adamec. Od r. 2009 zde působil R. D. Mgr. Viliam Gavula (od r. 2012 jako farář). Toho od září 2017 vystřídal jako administrátor R. D. Josef Mikulášek. Od února 2018 byla farnost spravována ex currendo z Kyjova. S platností od července téhož roku se farářem stal R. D. Jiří Doležel.
Od 1.7.2021 byl jmenován farářem ve Vacenovicích P. ThLic. Radek Sedlák, Ph.D., který službu nastoupil v neděli 18. července.

## Bohoslužby
| Kostel              | Místo      | Bohoslužba (den)                         | Hodina                                     | Poznámka     |
| ------------------- | ---------- | ---------------------------------------- | ------------------------------------------ | ------------ |
| Božského Srdce Páně | Vacenovice | neděle úterý středa čtvrtek pátek sobota | 8.00, 10.00 18.00 (léto)/17.00 (zima) 7.00 | farní kostel |

## Aktivity ve farnosti
Na území farnosti se pravidelně koná Tříkrálová sbírka. V roce 2019 se při ní vybralo 94 283 korun.

### Zajímavost
V dubnu 2014 vacenovické farnosti předala olympijská vítězka Dana Zátopková (jejíž rodiče z obce pocházeli) rodinnou památku, obraz svaté Barbory. 